# Trevor Sinclair
Trevor Lloyd Sinclair (Dulwich, 2 maart 1973) is een voormalig Engels voetballer die gedurende zijn carrière uitkwam voor onder andere West Ham United, Manchester City en het Engels voetbalelftal.

## Clubcarrière
Sinclair begon zijn carrière als voetballer voor de club Blackpool FC. Op 16-jarige leeftijd maakte hij zijn debuut voor die club op 19 augustus 1989. In vier jaar tijd speelde hij meer dan honderd wedstrijden voor de club. Aan het begin van het seizoen 1993/94 maakte hij de overstap naar Queens Park Rangers. Voor die club bleef hij actief tot januari 1998, toen nam stadsgenoot West Ham United de middenvelder over voor ruim 2 miljoen Pond.
Hij bleek al direct succesvol voor West Ham te zijn met zeven goals in veertien wedstrijden. In de seizoenen daarop had hij veel last van een slepende knieblessure, waardoor hij de nodige wedstrijden heeft gemist. In 2001 waren de kwetsuren aan de knie van Sinclair over en profileerde zich als linksbuiten. Door zijn goede spel van dat jaar werd hij meegenomen naar het WK voetbal 2002 in Zuid-Korea en Japan. In 2003 maakte Trevor Sinclair de overstap naar Manchester City.
Het verblijf van Sinclair was niet succesvol bij Manchester City wat resulteerde in zijn vertrek in 2007. Na zijn vertrek bij Manchester tekende hij een contract bij Cardiff City. Voor het eerst in vijftien jaar kwam Sinclair weer uit op het tweede niveau van Engeland. Met Cardiff City stond hij op 17 mei 2008 in de finale van de strijd om de FA Cup. Daarin verloor de ploeg van trainer-coach Dave Jones met 1-0 van Portsmouth door een goal in de 37ste minuut van de Nigeriaanse aanvaller Nwankwo Kanu. Ondanks zijn goede spel voor de club werd zijn contract niet verlengd. De FA-Cupfinale bleek de laatste wedstrijd in zijn carrière te zijn.

## Interlandcarrière
Sinclair maakte zijn debuut voor Engeland tegen Zweden op 10 november 2001. Hij moest in dat duel na 58 minuten plaatsmaken voor Darren Anderton. Later dat seizoen deed Sinclair ook mee aan het WK voetbal 2002. Op het allerlaatste moment werd hij door de bondscoach in de selectie opgenomen na de blessure van Danny Murphy. In 2003 speelde hij zijn laatste wedstrijd voor Engeland tegen Kroatië. In totaal kwam hij tot twaalf interlands waarin hij nul keer doel trof.
| Interlands van Trevor Sinclair voor Engeland | Interlands van Trevor Sinclair voor Engeland | Interlands van Trevor Sinclair voor Engeland | Interlands van Trevor Sinclair voor Engeland | Interlands van Trevor Sinclair voor Engeland | Interlands van Trevor Sinclair voor Engeland |
| №                                            | Datum                                        | Wedstrijd                                    | Uitslag                                      | Competitie                                   | Goals                                        |
| Als speler van West Ham United               | Als speler van West Ham United               | Als speler van West Ham United               | Als speler van West Ham United               | Als speler van West Ham United               | Als speler van West Ham United               |
| -------------------------------------------- | -------------------------------------------- | -------------------------------------------- | -------------------------------------------- | -------------------------------------------- | -------------------------------------------- |
| 1                                            | 10.11.2001                                   | Engeland – Zweden                            | 1 – 1                                        | Vriendschappelijk                            | 0                                            |
| 2                                            | 27.03.2002                                   | Engeland – Italië                            | 1 – 2                                        | Vriendschappelijk                            | 0                                            |
| 3                                            | 17.04.2002                                   | Engeland – Paraguay                          | 4 – 0                                        | Vriendschappelijk                            | 0                                            |
| 4                                            | 21.05.2002                                   | Zuid-Korea – Engeland                        | 1 – 1                                        | Vriendschappelijk                            | 0                                            |
| 5                                            | 26.05.2002                                   | Kameroen – Engeland                          | 2 – 2                                        | Vriendschappelijk                            | 0                                            |
| 6                                            | 07.06.2002                                   | Argentinië – Engeland                        | 0 – 1                                        | WK-eindronde                                 | 0                                            |
| 7                                            | 12.06.2002                                   | Engeland – Nigeria                           | 0 – 0                                        | WK-eindronde                                 | 0                                            |
| 8                                            | 15.06.2002                                   | Denemarken – Engeland                        | 0 – 3                                        | WK-eindronde                                 | 0                                            |
| 9                                            | 21.06.2002                                   | Brazilië – Engeland                          | 2 – 1                                        | WK-eindronde                                 | 0                                            |
| 10                                           | 07.09.2002                                   | Engeland – Portugal                          | 1 – 1                                        | Vriendschappelijk                            | 0                                            |
| 11                                           | 22.05.2003                                   | Zuid-Afrika – Engeland                       | 1 – 2                                        | Vriendschappelijk                            | 0                                            |
| Als speler van Manchester City               |                                              |                                              |                                              |                                              |                                              |
| 12                                           | 20.08.2003                                   | Engeland – Kroatië                           | 3 – 1                                        | Vriendschappelijk                            | 0                                            |

## Erelijst
Blackpool FC
- Winnaar play-offs Football League Fourth Division: 1991/92

West Ham United
- UEFA Intertoto Cup: 1999/00

Cardiff City
- Tweede in FA Cup: 2007/08